# Татаренко Юрій Пилипович
Ю́рій Пили́пович Тата́ренко (7 квітня 1926, Казань, СРСР — ?) — український письменник і журналіст, перекладач і автор поетичних переспівів романсу Євгена Гребінки «Очі чорнії».

## З життєпису
Юрій Татаренко народився первістком у сім'ї лейтенанта Пилипа Татаренка, у тому ж самому будинку, де свого часу з'явився на світ Федір Шаляпін.
Війна застала родину Татаренків зненацька. Батько, кадровий офіцер, з перших днів пішов на фронт, а мати з сином Юрієм і донькою Людмилою евакуювалася в Середню Азію. Тут Юрій закінчив десятирічку; а в 1943 році був призваний до лав Червоної армії.
Під Оршею старший лейтенант Пилип Татаренко командував в атаці частиною, у якій служив його син, рядовий Юрій Татаренко. Згодом Юрій воював за Мінськ, Борисов, Ліду. Разом із батьком воював у полку за Кеніґсберґ і Піллау. Нагороджений медаллю «За відвагу».
1945 року вступив на літературний факультет Київського педагогічного інституту. З 1950 року працював в Херсонському педагогічному інституті на кафедрі літератури, також працював в РАТАУ. Перекладав вірші Олександра Пушкіна та інших класиків.
Серед цих робіт виділяється переклад романсу Євгена Гребінки «Очи черные». До цього твору невідомі автори додавали куплети на зразок «скатерть белая залита вином…» та інші. Юрій Татаренко переклав автентичний текст, який опублікувала газета «Хрещатик» 22 грудня 1998 року.
| ОЧИ ЧЁРНЫЯ Очи чёрныя, очи страстныя, Очи жгучія и прекрасныя! Какъ люблю я васъ, какъ боюсь я васъ! Знать, увидѣлъ васъ я въ недобрый часъ! Охъ, недаромъ вы глубины темнѣй! Вижу трауръ въ васъ по душѣ моей, Вижу пламя въ васъ я побѣдное: Сожжено на нёмъ сердце бѣдное. Но не грустенъ я, не печаленъ я, Утѣшительна мнѣ судьба моя: Все, что лучшаго въ жизни Богъ далъ намъ, Въ жертву отдалъ я огневымъ глазамъ! |

| ОЧІ ЧОРНІЇ Очі чорнії аж палаючі, Очі пристрасні та жадаючі! Як люблю я вас! Як боюся вас! Певно, стрів я вас у недобрий час. Темний погляд ваш — як морська глибінь, По душі моїй в нім жалоби тінь. Бачу пломінь я переможний в нім: Серце спалено у вогні страшнім. Та жену журбу і печаль свою, На свою судьбу я не ремствую, Найдорожче все, що Господь дав нам, Я пожертвував огняним очам. |

Автор також переклав романс «Белой акации гроздья душистые»:
| БЕЛОЙ АКАЦИИ ГРОЗДЬЯ ДУШИСТЫЕ Целую ночь соловей нам насвистывал, Город молчал, и молчали дома, Белой акации гроздья душистые Ночь напролет нас сводили с ума. Сад весь умыт был весенними ливнями, В темных оврагах стояла вода, Боже, какими мы были наивными, Как же мы молоды были тогда. Годы промчатся, седыми нас делая, Листья, срывая с акаций пустых, Только зима да метелица белая Может быть, снова напомнит о них. В час, когда ветер бушует неистово, С новою силою чувствую я: Белой акации гроздья душистые Невозвратимы, как юность моя. |

| ГРОНА ПАХУЧІ АКАЦІЇ БІЛОЇ Від солов’їного співу шаліли ми. Місто принишкло й заслухалось враз. Грона пахучі акації білої Ніченьку цілу бентежили нас. Сад весь умивано щедрими зливами. Темні алеї – в лискучій воді. Ми почувались такими щасливими… Боже, які ми були молоді! Збігли роки. З ними запал наш вихолов. Де ота білість гілок запашних? Тільки зима й сніговійниця-віхола Ніби нагадують нині про них. В час, коли вітер лютує що сили є, Наче увіч уявляю їх я – Грона пахучі акації білої, Що неповторні, як юність моя. |

Юрій Татаренко проживав у Києві, на вулиці Богатирській, 2.

## Нагороди
- Орден Вітчизняної війни II ст. (6 квітня 1985)[1]
- Медаль «За відвагу»